# Alleanza per la Germania

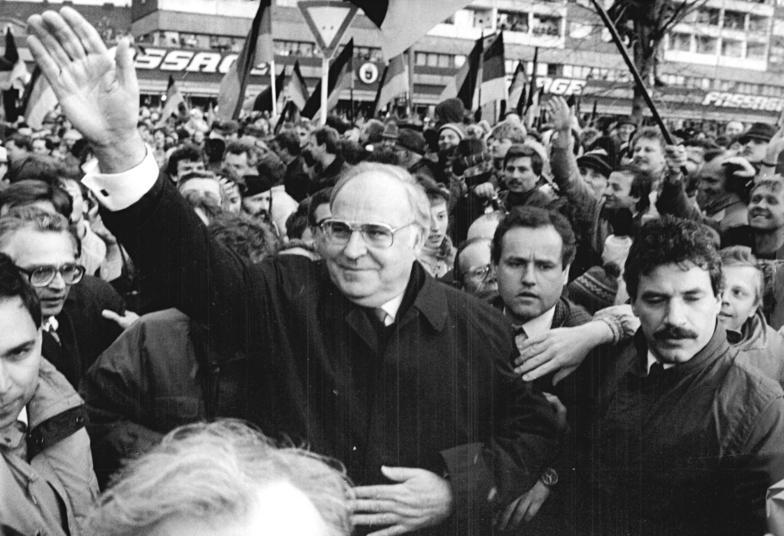
Helmut Kohl ad un comizio di Alleanza per Germania, 1990.

L'Alleanza per la Germania (in tedesco Allianz für Deutschland) è stata una coalizione politica tedesca orientale di opposizione al Partito Socialista Unificato di Germania. Fu formata il 5 febbraio 1990 a Berlino per partecipare alle elezioni politiche della Volkskammer.
La coalizione era costituita da:
- Unione Cristiano Democratica (CDU);
- Unione Sociale Tedesca (DSU);
- Risveglio Democratico (DA).

Anche il Partito del Forum Tedesco fu invitato a partecipare, ma rifiutò.
Il 18 marzo 1990 vinse le prime elezioni libere della Germania Est: infatti, con il 48,15% dei voti (CDU 40,9%; DSU 6,3%; DA 0,9 %) elesse 192 nuovi deputati, su 400 totale. Non raggiungendo tuttavia la maggioranza assoluta, l'Alleanza costruì una Große Koalition con i liberali  (BFD) ed i socialdemocratici (SDP): questo schieramento elesse il 12 aprile Primo ministro il leader dell'Alleanza Lothar de Maizière (CDU).
Con la riunificazione tedesca (3 ottobre 1990) e la conseguente fine della DDR, l'Alleanza terminò la sua esistenza.